# Logradouro
Logradouro est une ville brésilienne du nord-est de l'État de la Paraíba.
Sa population était estimée à 3 816 habitants en 2007. La municipalité s'étend sur 38 km2.